# Огема (переписна місцевість, Вісконсин)
Огема (англ. Ogema) — переписна місцевість (CDP) в США, в окрузі Прайс штату Вісконсин. Населення — 188 осіб (2020).

## Географія
Огема розташована за координатами 45°27′23″ пн. ш. 90°17′33″ зх. д. / 45.45639° пн. ш. 90.29250° зх. д. (45.456521, -90.292504).  За даними Бюро перепису населення США в 2010 році переписна місцевість мала площу 7,94 км², з яких 7,87 км² — суходіл та 0,07 км² — водойми.

## Демографія
Згідно з переписом 2010 року, у переписній місцевості мешкало 186 осіб у 80 домогосподарствах у складі 50 родин. Густота населення становила 23 особи/км².  Було 116 помешкань (15/км²).
Расовий склад населення:
| - 97,8 % — білих - 1,1 % — чорних або афроамериканців |

До двох чи більше рас належало 1,1 %. Частка іспаномовних становила 3,8 % від усіх жителів.
За віковим діапазоном населення розподілялося таким чином: 23,7 % — особи молодші 18 років, 58,0 % — особи у віці 18—64 років, 18,3 % — особи у віці 65 років та старші. Медіана віку мешканця становила 45,7 року. На 100 осіб жіночої статі у переписній місцевості припадало 109,0 чоловіків;  на 100 жінок у віці від 18 років та старших — 118,5 чоловіків також старших 18 років.
Середній дохід на одне домашнє господарство  становив 39 496 доларів США (медіана — 26 992), а середній дохід на одну сім'ю — 41 114 долари (медіана — 26 958). Медіана доходів становила 16 983 долари для чоловіків та 28 125 доларів для жінок. За межею бідності перебувало 53,8 % осіб, у тому числі 77,9 % дітей у віці до 18 років та 7,1 % осіб у віці 65 років та старших.
Цивільне працевлаштоване населення становило 96 осіб. Основні галузі зайнятості: виробництво — 59,4 %, освіта, охорона здоров'я та соціальна допомога — 15,6 %, фінанси, страхування та нерухомість — 6,3 %, мистецтво, розваги та відпочинок — 6,3 %.